# Maris Valainis
Maris Valainis (* 18. Februar 1963 in Indiana; Lettisch: Māris Valainis) ist ein US-amerikanischer Schauspieler lettischer Abstammung, der vor allem durch seine Rolle im Sportfilm Freiwurf (englisch Hoosiers) aus dem Jahr 1986 bekannt wurde. Er spielte Jimmy Chitwood, einen Basketballspieler, der mit einem Wurf in letzter Sekunde die Meisterschaft der Indiana High School Athletic Association (Indiana State High School) im Jahr 1952 gewinnt. Bobby Plump gelang dieses Kunststück im Jahr 1954.

## Leben
Valainis wurde im 1963 US-Bundesstaat Indiana geboren. Er war All-State-Golfer an der Bishop Chatard High School in Indianapolis sowie Mitglied des Golfteams der Purdue University („Purdue Boilermakers men’s golf“).
Er wurde zu einem Vorsprechen für den Sportfilm Freiwurf eingeladen, nachdem ihn der Casting-Direktor des Films beim Basketball]spielen an einem offenen Trainingsabend an der St. Luke Catholic School entdeckt hatte. Obwohl Valainis bei jedem seiner drei Versuche, in die Basketballmannschaft seiner High School aufgenommen zu werden, abgelehnt wurde, beeindruckte er die Filmemacher so sehr, dass er am nächsten Tag erneut eingeladen wurde, um Textzeilen zu lesen. Nach mehreren Runden von Rückrufen erhielt er schließlich die Rolle des Starspielers Jimmy Chitwood. Von den acht jungen Männern, die als Teammitglieder besetzt wurden, waren Valainis und ein weiterer die einzigen, die nie High-School-Basketball gespielt hatten.
Die Szene in Freiwurf, in der Jimmy Chitwood und Coach Norman Dale sprechen, während Jimmy draußen Körbe wirft, wurde in einer einzigen Einstellung gedreht. Valainis sagte, er habe Gene Hackman gar nicht zugehört:„Ich habe mich einfach darauf konzentriert, die Würfe zu treffen, und ich habe einen getroffen, und sie gingen einfach weiter rein.“ In der Szene, in der Jimmy den letzten Wurf des Meisterschaftsspiels macht, wurde Valainis gesagt, dass die Fans das Spielfeld stürmen würden – unabhängig davon, ob er den Wurf trifft oder nicht –, da eine Totale des Spielfelds benötigt wurde. Er traf beim ersten Versuch und „versenkte“ denselben Wurf später auch in der zweiten Einstellung (englisch take).
Nach den Dreharbeiten beendete er das College und zog nach Kalifornien, um sich einer Schauspielkarriere in Hollywood zu widmen. Rückblickend meinte er, dass er die Schauspielerei als etwas Selbstverständliches angesehen habe, nachdem er die Rolle in Freiwurf so leicht bekommen hatte. Er folgten einige kleinere Rollen, darunter die des Scott Thorson im Fernseh-Biopic Liberace (1988), bevor er sich dem Golf zuwandte. Nachdem er die Schauspielerei aufgegeben hatte, begann er eine Karriere im Golfplatzmanagement, einschließlich Tätigkeiten als Caddie für professionelle Golfer.
Am 6. Juli 2013 heiratete er Gracie Sahm. Er hat zwei Töchter und lebte in Costa Mesa, Kalifornien. 2017 arbeitete Valainis als Planer für eine Baufirma mit Sitz in Indianapolis.
Im deutschen Sprachraum wurde Valainis unter anderem von Dennis Schmidt-Foß synchronisiert.

## Filmografie (Auswahl)
- 1986: Freiwurf
- 1986: Combat Academy (Fernsehfilm)
- 1987: Private Eye (Fernsehserie)
- 1988: Liberace – Ein Mann und seine Musik (Fernsehfilm)
- 1989: Die Verdammten des Krieges